# Kanał przywodzicieli
Kanał przywodzicieli (łac. canalis adductorius), kanał Huntera (canalis Hunter) – w anatomii człowieka przestrzeń w obrębie kończyny dolnej. Rozpoczyna się otworem górnym w przedłużeniu wierzchołka trójkąta udowego, do tyłu od mięśnia krawieckiego. Przechodzą przez niego naczynia udowe (objęte powrózkiem naczyniowym) oraz nerw udowo-goleniowy. Kanał ma 5–9 cm długości i kieruje się z przestrzeni podpowięziowej trójkąta udowego dołu podkolanowego. Na przekroju jest kształtu trójkątnego. Jego przednią ścianę przebijają nerw udowo-goleniowy oraz tętnica zstępująca kolana (często przebijają ją razem). W świetle kanału tętnica udowa leży do przodu od żyły udowej. Bocznie i nieco do przodu od tętnicy udowej położony jest nerw udowo-goleniowy. Żyła udowa w swoim przebiegu przechodzi po tylnym obwodzie tętnicy udowej i przy rozworze kanału przywodzicieli żyła leży względem niej do tyłu i bocznie. Koniec kanału stanowi otwór dolny kanału zwany rozworem ścięgnistym przywodzicieli (łac. hiatus tendineus adductorius), który jest szczeliną położona między ścięgnem mięśnia przywodziciela wielkiego a kością udową, z którą to ścięgno się łączy. Większy swój przyczep końcowy ścięgno to znajduje na przyśrodkowej wardze kresy chropawej, natomiast dolne włókna ścięgna, które tworzą tylne ograniczenie rozworu ścięgnistego przywodzicieli, łączą się z guzkiem przywodziciela, położonego powyżej nadkłykcia przyśrodkowego kości udowej. Przez otwór dolny kanału przywodzicieli przechodzą tętnica udowa i żyła udowa. W wyniku wejścia do dołu podkolanowego te naczynia otrzymują nazwy odpowiednio: tętnica podkolanowa i żyła podkolanowa.
Nazwa eponimiczna upamiętnia angielskiego anatoma i chirurga Johna Huntera.

## Ograniczenia
- od przodu – blaszka międzymięśniowa (lamina vastoadductoria), przykryta z przodu przez mięsień krawiecki,
- przyśrodkowo – mięsień przywodziciel wielki,
- bocznie – mięsień obszerny przyśrodkowy.

## Zawartość
Należące do powrózka naczyniowego:
- tętnica udowa oraz początkowy odcinek odchodzącej od niej tętnicy zstępującej kolana,
- żyła udowa,
- nerw własny tętnicy udowej;
- naczynia chłonne uda głębokie (łac. vasa lymphatica femoris profunda);

Pozostałe:
- nerw udowo-goleniowy,
- gałąź stawowa gałęzi tylnej nerwu zasłonowego (łac. ramus articularis) – może przebijać mięsień przywodziciel wielki i biec w końcowym odcinku kanału przywodzicieli[2],
- gałąź naczyniowa (łac. ramus vascularis) nerwu zasłonowego, zwana nerwem własnym tętnicy podkolanowej – drobna gałązka towarzysząca końcowemu odcinkowi tętnicy udowej, a następnie oddająca włókna do tętnicy podkolanowej[2].